# Solans (Sant Bartomeu del Grau)
Solans és una obra de Sant Bartomeu del Grau (Osona) inclosa a l'Inventari del Patrimoni Arquitectònic de Catalunya.

## Descripció
Edifici de dos pisos de planta rectangular i teulada a doble vessant. Els murs són fets amb pedra i morter, però actualment es troben coberts externament per una capa de ciment, fruit d'una recent reconstrucció. La casa està construïda en diferents fases. A la primera es construeix el cos principal de l'edifici, amb els dos vessants del teulat de forma simètrica. A una segona fase de construcció es fa una ampliació a la part esquerre de la façana principal que amplia l'habitatge i fa allargar l'ala esquerra del teulat. Totes les obertures de la primera construcció conserven la llinda de pedra monolítica.

## Història
La llinda de pedra de la porta principal conserva la inscripció 1789 partida per la representació d'una creu de puntes lobulades situada sobre l'estilització d'una muntanya amb un cos al centre.